# Санта Барбара
Вижте пояснителната страница за други значения на Санта Барбара.
Санта Барбара (на испански: Santa Barbara) е град, окръжен център в окръг Санта Барбара, щата Калифорния, Съединените американски щати.
Има население от 92 325 жители (2000) и обща площ от 111,6 км² (43,09 мили²). Градът се намира на 136 км (85 мили) на северозапад от Лос Анджелис на Тихия океан. Непосредствено до града се намира част от планинската верига Санта Инез.
Сред основните пътища в града е магистрала 101, която го пресича и свързва с останалата част на Централното калифорнийско крайбрежие.

## Известни личности
Родени в Санта Барбара
- Сам Ботъмс (1955-2008), актьор
- Антъни Едуардс (р. 1962), актьор
- Алекс Линц (р. 1989), актьор
- Кейти Пери (р. 1984), певица

Починали в Санта Барбара
- Филип Бард (1898-1977), психолог
- Джорджиана Баримор (1854-1893), актриса
- Мари Дреслър (1868-1934), канадска актриса
- Робърт Мичъм (1917-1997), актьор
- Фридрих Мурнау (1888-1931), германски режисьор
- Вирджиния Черил (1908-1996), актриса